# غلام‌محمد هفت‌قلمی
مولانا غلام‌محمد هفت‌قلمی دهلوی (درگذشت: ۱۲۳۹ ه‍.ق) مشهور به هفت‌قلمی و متخلص به راقم  خوشنویس٬ شاعر و تذکره‌نویس هندی است که به زبان فارسی تالیفاتی دارد.
غلام‌محمد هفت‌قلمی مولف مهمترین تذکره دربارۀ خوشنویسان دهلی بنام «تذکرۀ خوشنویسان» است که به زبان فارسی نوشته شده است که در آن افزون بر خوشنویسان دهلی شرح حالی از سایر خوشنویسان ایران و هند را نیز آورده است.
او در خطوط نسخ٬ نستعلیق٬ ثلث٬ شکسته و ریحان مهارت داشته و شاگرد حکیم قدرت‌الله خان بوده است.
غلام‌محمد هفت‌قلمی معاریف شیوه نستعلیق لاهوری به‌شمار می‌آید.
او معاصر معین‌الدین محمد اکبر شاه دوم (۱۲۲۱- ۱۲۵۳ ه‍.ق/ ۱۸۰۶ - ۱۸۳۷ م) از حکمرانان مغول صغیر و از بازماندگان امپراتوری گورکانی هند بود و  به ادب فارسی و عرب وقوف داشت و راقم تخلص می‌کرد نظم و نثر فارسی او بی‌تکلف است و به علم طب نیز آشنا بود. در گذشت او را در لکنهو به سال ۱۲۳۹ ه‍.ق/۱۸۲۳ م ذکر کرده‌اند.